# Bradina perlucidalis
Bradina perlucidalis là một loài bướm đêm trong họ Crambidae.